# فتوش
فتوش یک سالاد نانی شامی است که از مخلوط شدن تکه‌های سرخ شدهٔ پیتا، سبزی و تره‌بار درست می‌شود. فتوش جزو خانوادهٔ غذاهای فتات یا فتا که نان خشک پایهٔ اصلی آنهاست.
در فتوش با توجه به فصل و مزه، سبزیجات و گیاهان مختلفی وجود دارد. در مقایسه با تبوله، سبزیجات در تکه‌های نسبتاً بزرگی خرد می‌شوند. معمولاً در فتوش از سماق استفاده می‌شود تا مزه‌ای ترش ایجاد کرد.

## مواد

### مواد اصلی
- پرپهن
- ترب
- گوجه فرنگی
- کاهو
- خیار
- پیاز
- سماق
- نعناع
- نان پیتا - سرخ شده یا خشک شده
- نمک
- روغن زیتون
- آبلیمو

### مواد اختیاری
- پنیر فتا
- جعفری
- هویج
- فلفل قرمز
- فلفل دلمه‌ای
- کلم قرمز
- زیتون سبز
- زیتون سیاه
- فلفل سیاه
- سیر
- دانه انار

## جستارهای همانند
- مخلمه